# 克里普托加姆嶺
60°43′S 45°40′W / 60.717°S 45.667°W
克里普托加姆嶺（英語：Cryptogam Ridge），是南極洲的山嶺，位於南奧克尼群島的西格尼島，處於卡明斯灣以南，在1991年由英國南極名稱諮詢委員會命名，現時由南極條約體系管理。